# 武蔵新城駅

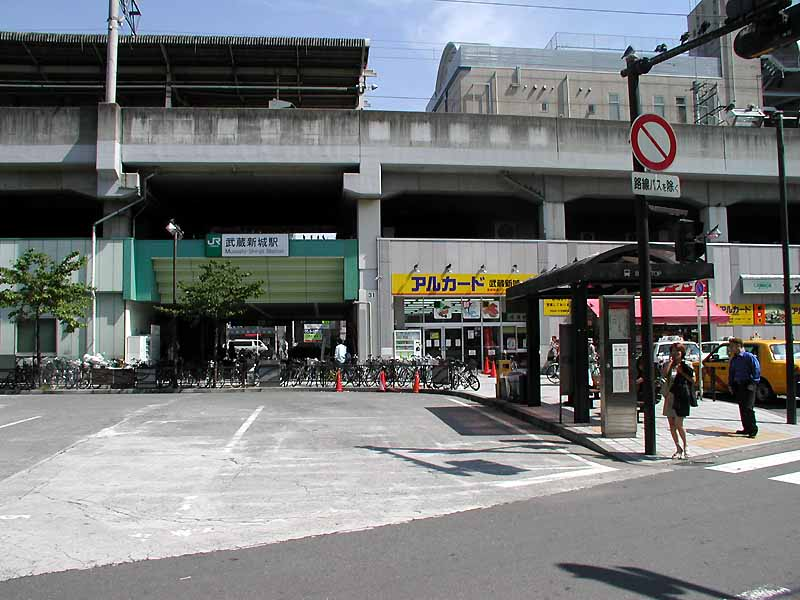
南口（2001年9月）

武蔵新城駅（むさししんじょうえき）は、神奈川県川崎市中原区上新城二丁目にある、東日本旅客鉄道（JR東日本）南武線の駅である。当駅および周辺は、「新城」（しんじょう）と略され呼ばれることが多い。駅番号はJN 09。

## 歴史
- 1927年（昭和2年）3月9日：南武鉄道川崎駅 - 登戸駅間開通時に武蔵新城停留場として開設[1][2]。
- 1944年（昭和19年）4月1日：南武鉄道が国有化[1][2]。武蔵新城駅に昇格し、運輸通信省南武線の武蔵新城駅となる[1]。
- 1987年（昭和62年）4月1日：国鉄分割民営化に伴い、JR東日本の駅となる[1][2]。
- 1988年（昭和63年）11月27日：下り線高架化[3]。
- 1990年（平成2年）12月20日：高架駅化[4]。
- 2000年（平成12年）8月7日：自動放送変更、東海道型から総武型となる。
- 2001年（平成13年）11月18日：ICカード「Suica」の供用を開始。
- 2005年（平成15年）12月13日：自動放送変更、総武型から仙石型となる。
- 2006年（平成18年）4月3日：ATOS型放送の使用を開始。
- 2011年（平成23年）4月9日：復活した南武線快速[5]の停車駅となる。
- 2014年（平成26年）5月8日：みどりの窓口の営業を終了。
- 2021年（令和3年）3月18日：駅ナカシェアオフィス「STATION WORK」のブース型「STATION BOOTH」が開業[6][7]。
- 2023年（令和5年）11月8日：スマートホームドアの使用を開始[8]。

## 駅構造
島式ホーム1面2線を有する高架駅である。エスカレーター、エレベーターが設置されている。高架化以前は相対式ホーム2面2線を有する地上駅で、やや武蔵中原寄りに跨線橋があった。ホームには自動販売機が設置されているが、売店などは無い。
川崎統括センター（武蔵中原駅）管理の業務委託駅（JR東日本ステーションサービス委託）で、指定席券売機が設置されている。

### のりば
| 番線 | 路線   | 方向 | 行先                       |
| ---- | ------ | ---- | -------------------------- |
| 1    | 南武線 | 上り | 武蔵小杉・川崎方面         |
| 2    | 南武線 | 下り | 武蔵溝ノ口・登戸・立川方面 |

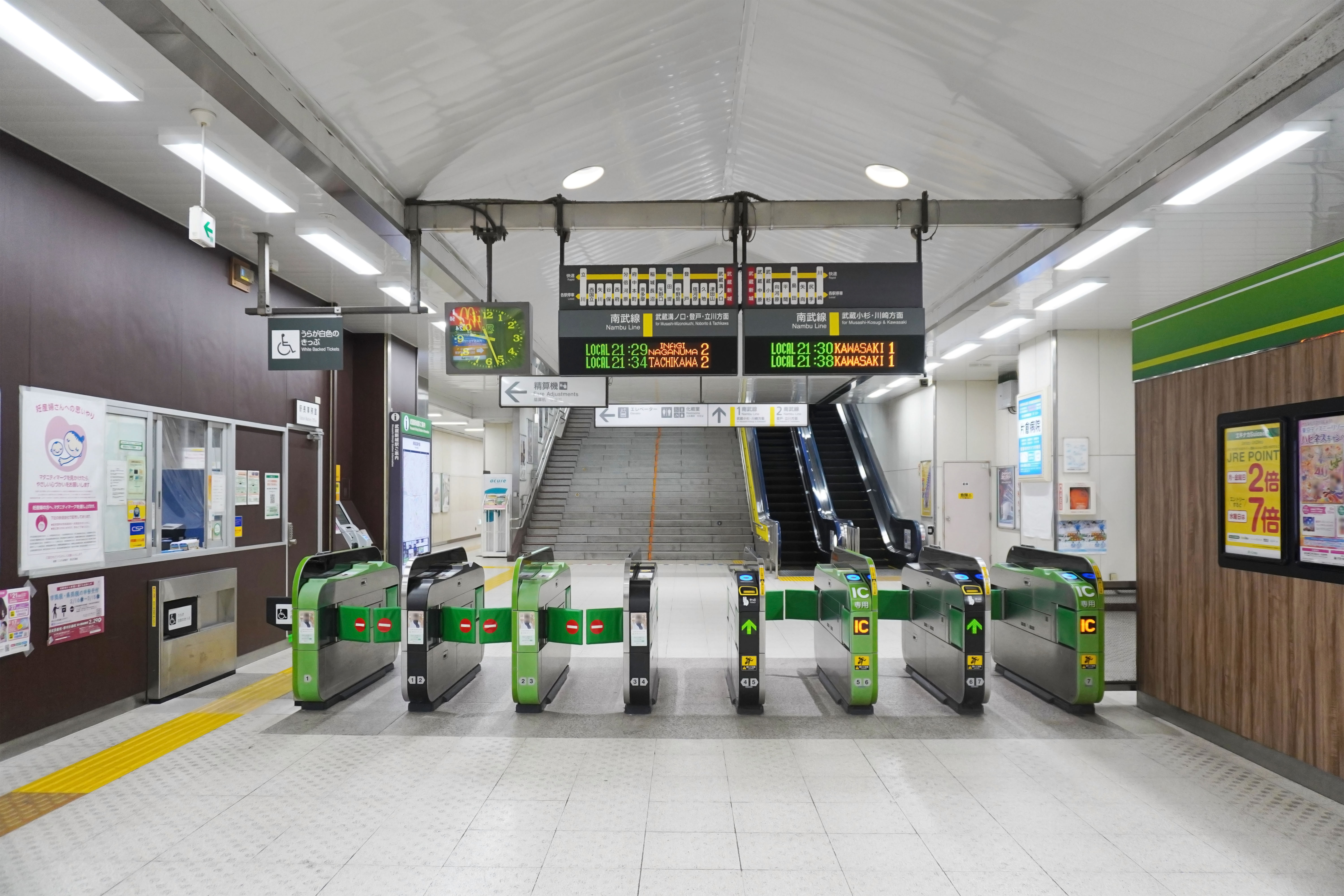
改札口（2024年2月）
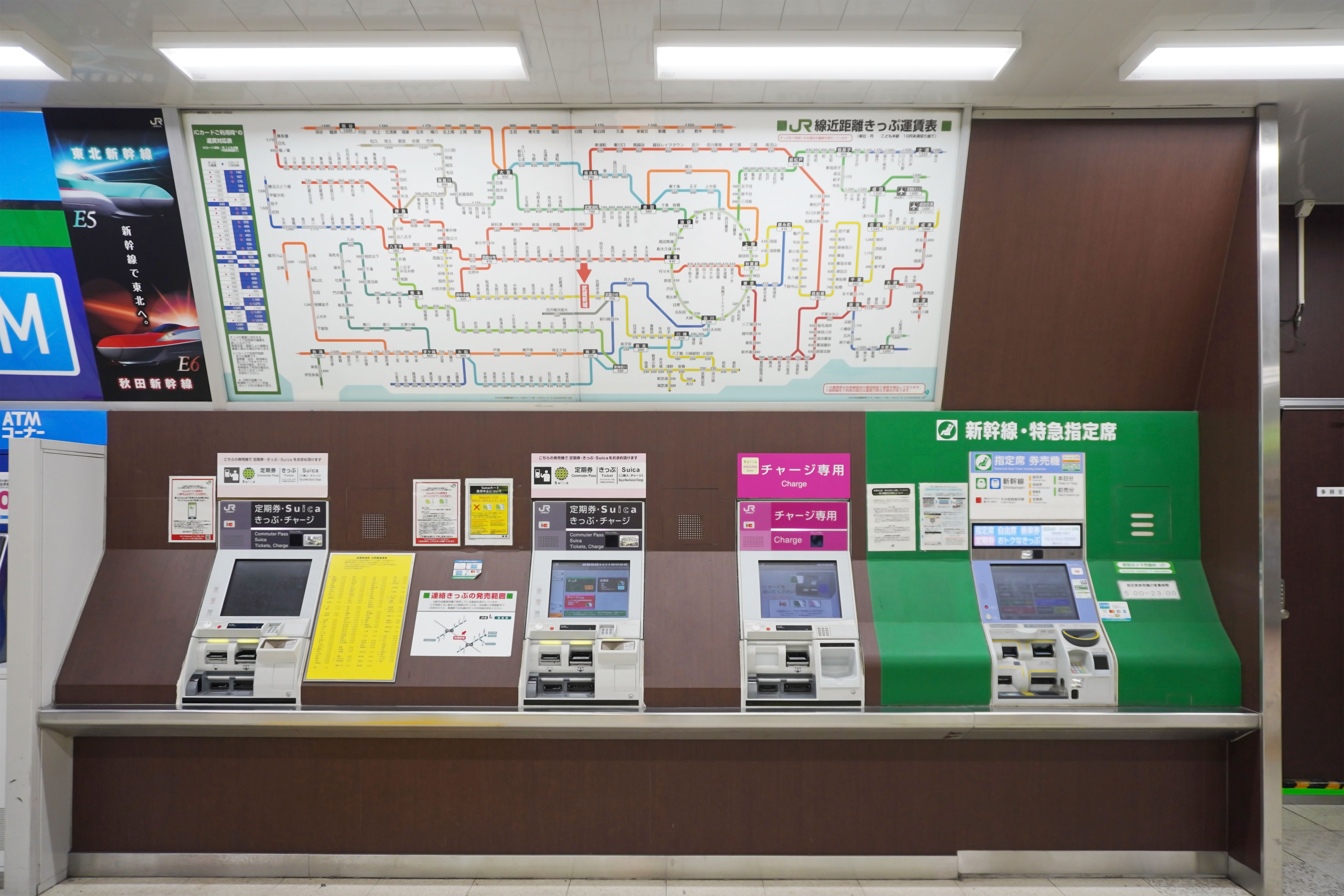
自動券売機（2024年2月）
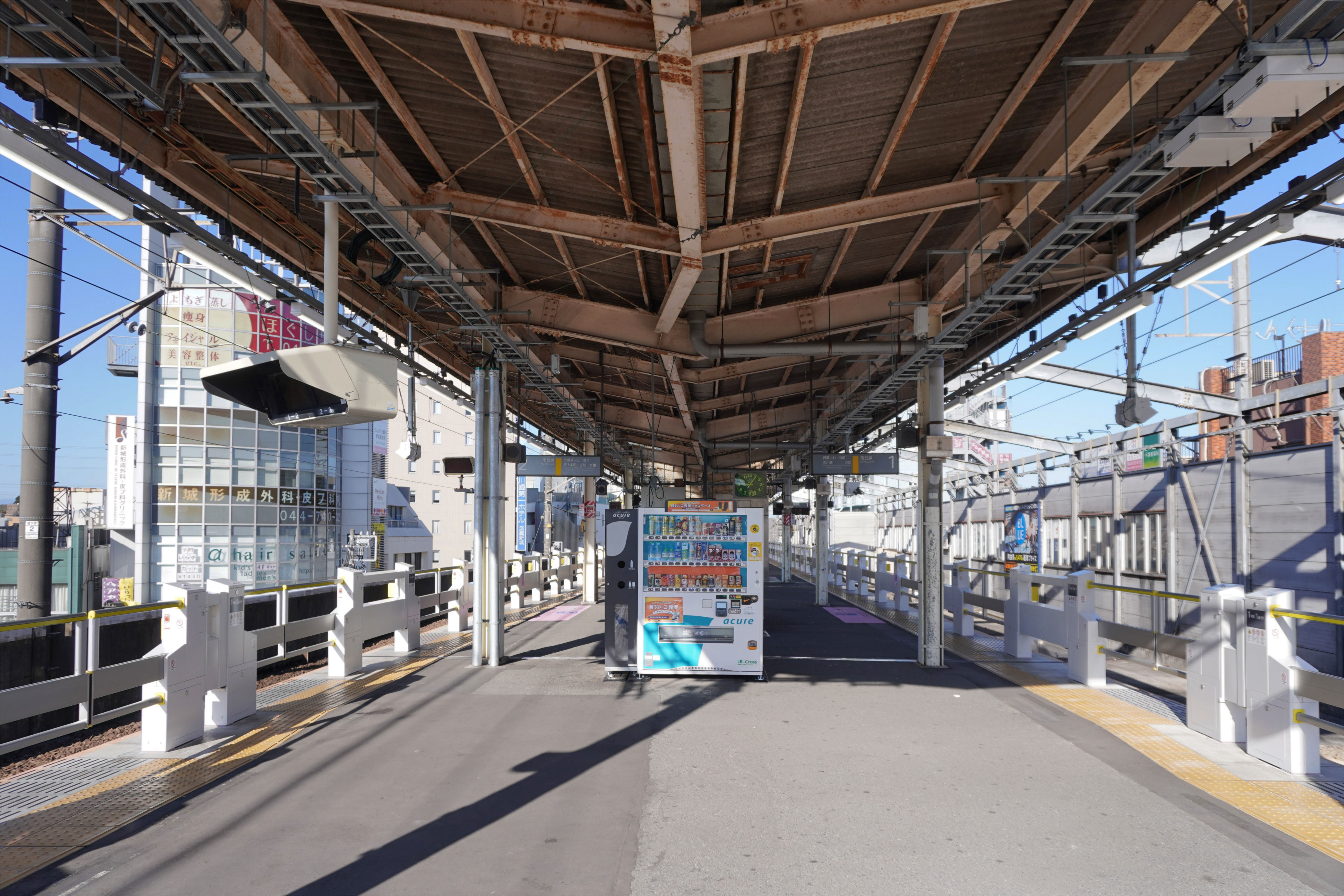
ホーム（2024年2月）

## 利用状況
2023年度（令和5年度）の1日平均乗車人員は33,504人である。
1995年度（平成7年度）以降の推移は以下のとおりである。
| 年度               | 1日平均 乗車人員 | 出典     |
| ------------------ | ---------------- | -------- |
| 1995年（平成07年） | 28,036           | [ * 1 ]  |
| 1996年（平成08年） | 28,185           |          |
| 1997年（平成09年） | 28,070           |          |
| 1998年（平成10年） | 27,773           | [ * 2 ]  |
| 1999年（平成11年） | 27,605           | [ * 3 ]  |
| 2000年（平成12年） | 27,614           | [ * 3 ]  |
| 2001年（平成13年） | 27,661           | [ * 4 ]  |
| 2002年（平成14年） | 27,660           | [ * 5 ]  |
| 2003年（平成15年） | 27,602           | [ * 6 ]  |
| 2004年（平成16年） | 27,836           | [ * 7 ]  |
| 2005年（平成17年） | 28,679           | [ * 8 ]  |
| 2006年（平成18年） | 29,625           | [ * 9 ]  |
| 2007年（平成19年） | 30,348           | [ * 10 ] |
| 2008年（平成20年） | 30,863           | [ * 11 ] |
| 2009年（平成21年） | 31,028           | [ * 12 ] |
| 2010年（平成22年） | 31,620           | [ * 13 ] |
| 2011年（平成23年） | 31,667           | [ * 14 ] |
| 2012年（平成24年） | 32,939           | [ * 15 ] |
| 2013年（平成25年） | 34,101           | [ * 16 ] |
| 2014年（平成26年） | 34,331           | [ * 17 ] |
| 2015年（平成27年） | 35,325           | [ * 18 ] |
| 2016年（平成28年） | 35,878           | [ * 19 ] |
| 2017年（平成29年） | 36,524           |          |
| 2018年（平成30年） | 37,332           |          |
| 2019年（令和元年） | 37,642           |          |
| 2020年（令和02年） | 28,688           |          |
| 2021年（令和03年） | 29,597           |          |
| 2022年（令和04年） | 31,735           |          |
| 2023年（令和05年） | 33,504           |          |

## 駅周辺
- 富士通ゼネラル本社
- かながわサイエンスパーク(KSP)
- 西友武蔵新城店
- マルエツ新城店
- 文教堂書店新城駅店
- ミスタードーナツ武蔵新城ショップ
- あいもーる商店街
- 新城サンモール商店街（日光通商店街）
- 新城北口はってん会
- 新城西通り商店街
- 医療法人社団愛成会 京浜総合病院
- 川崎市立新城小学校
- 川崎市立大谷戸小学校
- 神奈川県立新城高等学校
- 川崎新城郵便局

## バス路線
| のりば | 運行事業者   | 系統・行先                                                                     |
| 北口   | 北口         | 北口                                                                           |
| ------ | ------------ | ------------------------------------------------------------------------------ |
| B      | 川崎市交通局 | - 溝04：小杉駅前 - 溝06：井田営業所前                                          |
| C      | 川崎市交通局 | - 溝04：溝口駅前 - 溝06：向丘遊園駅南口 / 登戸駅                               |
| C      | 東急バス     | 溝の口駅                                                                       |
| 南口   |              |                                                                                |
| A      | 川崎市交通局 | - 杉04：井田営業所前・横須賀線小杉駅 / 井田病院 - 城11：宮前平駅・宮前区役所前 |
| A      | 東急バス     | 城01：綱島駅 / 高田駅                                                          |

また、南口にはタクシー乗り場が設置されている。

## 隣の駅
東日本旅客鉄道（JR東日本）
 南武線
■快速・■各駅停車
武蔵中原駅 (JN 08) - 武蔵新城駅 (JN 09) - 武蔵溝ノ口駅 (JN 10)

### 記事本文
1. 1 2 3 4 5  曽根悟（監修） 著、朝日新聞出版分冊百科編集部 編『週刊 歴史でめぐる鉄道全路線 国鉄・JR』 38号 青梅線・鶴見線・南武線・五日市線、朝日新聞出版〈週刊朝日百科〉、2010年4月11日、20-21頁。
2. 1 2 3 4  石野哲 編『停車場変遷大事典 国鉄・JR編』 II（初版）、JTB、1998年10月1日、66頁。ISBN 978-4-533-02980-6。
3. ↑  「JR年表」『JR気動車客車情報 89年版』ジェー・アール・アール、1989年8月1日、143頁。ISBN 4-88283-110-4。
4. ↑  「JR年表」『JR気動車客車編成表 '91年版』ジェー・アール・アール、1991年8月1日、192頁。ISBN 4-88283-112-0。
5. ↑  鉄道ファン　No.213 p.172
6. ↑  『STATION WORKは2020年度100カ所ネットワークへ 〜東日本エリア全域へ一挙拡大。ホテルワーク・ジムワークなどの新たなワークスタイルを提案します〜』（PDF）（プレスリリース）東日本旅客鉄道、2021年2月8日。オリジナルの2021年2月8日時点におけるアーカイブ。2021年2月8日閲覧。
7. ↑  “お知らせ一覧 > 3/18(木) 新たに9カ所でSTATION BOOTHが開業します!”.   STATION WORK (2021年3月17日). 2021年3月18日時点のオリジナルよりアーカイブ。2021年3月22日閲覧。
8. ↑  『2023年度のホームドア整備計画について』（PDF）（プレスリリース）東日本旅客鉄道、2023年4月13日。2023年4月13日閲覧。
9. ↑  JR東日本ステーションサービス事業エリア
10. 1 2  “JR東日本：駅構内図・バリアフリー情報（武蔵新城駅）”.   東日本旅客鉄道. 2024年7月7日閲覧。
11. ↑  神奈川県県勢要覧
12. ↑  川崎市統計書
13. 1 2 3  “川崎市バス：新城駅前（しんじょうえきまえ）”.   川崎市交通局 (2020年1月15日). 2020年3月1日時点のオリジナルよりアーカイブ。2020年3月1日閲覧。

### 利用状況
JR東日本の2000年度以降の乗車人員
1. ↑  各駅の乗車人員（2000年度） - JR東日本
2. ↑  各駅の乗車人員（2001年度） - JR東日本
3. ↑  各駅の乗車人員（2002年度） - JR東日本
4. ↑  各駅の乗車人員（2003年度） - JR東日本
5. ↑  各駅の乗車人員（2004年度） - JR東日本
6. ↑  各駅の乗車人員（2005年度） - JR東日本
7. ↑  各駅の乗車人員（2006年度） - JR東日本
8. ↑  各駅の乗車人員（2007年度） - JR東日本
9. ↑  各駅の乗車人員（2008年度） - JR東日本
10. ↑  各駅の乗車人員（2009年度） - JR東日本
11. ↑  各駅の乗車人員（2010年度） - JR東日本
12. ↑  各駅の乗車人員（2011年度） - JR東日本
13. ↑  各駅の乗車人員（2012年度） - JR東日本
14. ↑  各駅の乗車人員（2013年度） - JR東日本
15. ↑  各駅の乗車人員（2014年度） - JR東日本
16. ↑  各駅の乗車人員（2015年度） - JR東日本
17. ↑  各駅の乗車人員（2016年度） - JR東日本
18. ↑  各駅の乗車人員（2017年度） - JR東日本
19. ↑  各駅の乗車人員（2018年度） - JR東日本
20. ↑  各駅の乗車人員（2019年度） - JR東日本
21. ↑  各駅の乗車人員（2020年度） - JR東日本
22. ↑  各駅の乗車人員（2021年度） - JR東日本
23. ↑  各駅の乗車人員（2022年度） - JR東日本
24. ↑  各駅の乗車人員（2023年度） - JR東日本

神奈川県県勢要覧
1. ↑  線区別駅別乗車人員（1日平均）の推移 (PDF)  - 19ページ
2. ↑  神奈川県県勢要覧（平成12年度） - 221ページ
3. 1 2  神奈川県県勢要覧（平成13年度） (PDF)  - 223ページ
4. ↑  神奈川県県勢要覧（平成14年度） (PDF)  - 221ページ
5. ↑  神奈川県県勢要覧（平成15年度） (PDF)  - 221ページ
6. ↑  神奈川県県勢要覧（平成16年度） (PDF)  - 221ページ
7. ↑  神奈川県県勢要覧（平成17年度） (PDF)  - 223ページ
8. ↑  神奈川県県勢要覧（平成18年度） (PDF)  - 223ページ
9. ↑  神奈川県県勢要覧（平成19年度） (PDF)  - 225ページ
10. ↑  神奈川県県勢要覧（平成20年度） (PDF)  - 229ページ
11. ↑  神奈川県県勢要覧（平成21年度） (PDF)  - 239ページ
12. ↑  神奈川県県勢要覧（平成22年度） (PDF)  - 237ページ
13. ↑  神奈川県県勢要覧（平成23年度） (PDF)  - 237ページ
14. ↑  神奈川県県勢要覧（平成24年度） (PDF)  - 233ページ
15. ↑  神奈川県県勢要覧（平成25年度） (PDF)  - 235ページ
16. ↑  神奈川県県勢要覧（平成26年度） (PDF)  - 237ページ
17. ↑  神奈川県県勢要覧（平成27年度） (PDF)  - 237ページ
18. ↑  神奈川県県勢要覧（平成28年度） (PDF)  - 245ページ
19. ↑  神奈川県県勢要覧（平成29年度） (PDF)  - 237ページ